# Eligio Cedeño
Eligio Cedeño (Caracas, Venezuela, 1 de diciembre de 1964) es un empresario y banquero venezolano. Presidente de Grupo CEDEL (Venezuela). El 8 de febrero de 2007, Eligio Cedeño se presentó voluntariamente y fue detenido por autoridades venezolanas acusado de tres delitos: contrabando por simulación de importación, distracción de recursos bancarios, y por obtención de dólares de modo fraudulento. Es detenido y acusado de complicidad, transcurrido dos años y 10 meses sin pruebas por parte de la fiscalía, el Grupo de Trabajo sobre Detención Arbitraria de la Organización de las Naciones Unidas calificó su detención como de "carácter arbitraria".
La jueza María Lourdes Afiuni, a cargo del tribunal 31, puso fin a la prisión preventiva que minutos después le traería problemas convirtiéndose en un caso político, era uno de los primeros banqueros detenidos involucrados en delitos contra el sistema económico de control cambiario controlado por CADIVI y aplicado por el gobierno a partir de febrero del 2003 que se prolongaría hasta el 2014.

## Biografía
Nacido en 1964 en la ciudad de Caracas, sus padres se divorciaron cuando él tenía apenas dos meses de edad y creció junto a su madre y un hermano mayor. A la edad de 16 años, se presentó la primera oportunidad importante de trabajo para Cedeño cuando fue admitido a un programa de capacitación como pasante en el Citibank, donde trabajó durante cinco años hasta que obtuvo un título en comercialización y Administración de Empresas del Colegio Universitario de Caracas. 
Asistió a la Universidad Simón Rodríguez en Caracas y obtuvo una licenciatura en Administración de Empresas. Cedeño comenzó a trabajar a temprana edad como aprendiz de banco y fue presidente del Grupo Financiero Bolívar-BanPro, SA en Venezuela. Cedeño fue luego empleado por el Banco Internacional, Banco Caracas y finalmente por Banco Noroco, una compañía de agencia de bolsa, y a la edad de 28 años fue nombrado Vicepresidente.
Durante la crisis financiera venezolana de 1994, Cedeño fundó su propia firma de agente de bolsa, que se especializaba en el comercio de bonos institucionales. La compañía creció rápidamente, permitiendo una estrategia de negocios más amplia que involucraba la adquisición y venta de instituciones financieras. Con el paso del tiempo, los bienes de Cedeño incluían intereses en el Banco Canarias de Venezuela, Banco Caracas, Bolívar Banco y BanPro. En 2001 se volvió presidente del Banco Canarias hasta 2005.

## Arresto y liberación
En 2003 Cedeño se vio involucrado en una investigación abierta, siendo José Vielma Mora, el Superintendente Nacional en el Seniat entre 2000-2008,  conocida como el "caso Microstar", una importación simulada de ordenadores con el fin de obtener divisas, que terminó con la orden de detención preventiva de Eligio Cedeño el 8 de febrero de 2007, acusado de «distracción de recursos financieros». por entonces presidente del Grupo Financiero Bolívar-Banpro y presidente del Banco Canarias, y Gustavo Arraiz Manríquez propietario de Microstar que entre 2003-2006 llegó a tener 10 tiendas, Arraiz solicitó a Cadivi, a través del Banco Canarias, la suma de 27.105.310 dólares americanos para adquirir unos equipos que estaban en la aduana esperando el pago. Pero no fue sino hasta después de realizada la operación que la Administración de Aduanas descubrió que las computadoras no existían y las facturas eran falsas, en febrero del 2007 le dieron orden de detención pero huyó al extranjero. En marzo fue capturado por la Interpol, en Panamá, siendo deportado y juzgado en el país. Durante el año siguiente, los fiscales no se presentaron repetidamente a las audiencias judiciales, lo que generó acusaciones de que el caso se estaba aplazando debido a la falta de pruebas.
Los abogados de Cedeño alegan que se convirtió en objetivo del gobierno de Chávez, como consecuencia de su apoyo a los opositores políticos de Chávez. Además de brindar apoyo financiero a los políticos, brindó asistencia al líder sindical Carlos Ortega y a la columnista Patricia Poleo, quienes luego se verían obligados a huir de Venezuela y buscar asilo político. Además, según los abogados de Cedeño, los cargos penales contra Cedeño parecen haber sido parte de un esfuerzo orquestado para obligarlo a vender activos bancarios a personas cercanas a Chávez con un descuento enorme. Los abogados de Cedeño argumentan que este caso "identifica el patrón típico empleado por el poder judicial dócil para atacar a los opositores políticos de Chávez".
Encarcelado en espera de juicio durante 34 meses, Eligio Cedeño luego de que le fuera ordenada la libertad condicional y bajo fianza el 10 de diciembre del 2009 por la jueza María Lourdes Afiuni, venezolana titular del Juzgado 31 de Control de Caracas que contaba y servía como juez desde hacía ocho años, por recomendación del Grupo de Trabajo sobre Detención Arbitraria de la Organización de las Naciones Unidas, que calificó su detención como arbitraria, se fugó del país 8 días después de estar escondido en la clandestinidad. Cedeño llegó a Estados Unidos donde estuvo detenido por el Servicio de Control de Inmigración y Aduanas de los Estados Unidos hasta el 23 de diciembre de 2009, cuando fue puesto en libertad condicional en espera de una audiencia de inmigración.
Afiuni fue arrestada el mismo día 10 de diciembre de 2009 por cargos de corrupción después de haber ordenado, la libertad condicional y bajo fianza del empresario Eligio Cedeño, quien huyó del país. Lourdes María Afiuni permaneció en prisión hasta junio de 2013. Grupos de derechos humanos acusan al presidente venezolano Hugo Chávez de crear un clima de temor que amenaza la independencia del poder judicial. La juez Afiuni fue detenida por oficiales de inteligencia después de ordenar la libertad condicional el 10 de diciembre del empresario Eligio Cedeño que estaba a la espera de su juicio por evadir los controles de divisas desde hacía ya 3 años. De acuerdo con las Naciones Unidas, el banquero Eligio Cedeño fue "acusado de corrupción, accesorio de una vía de escape, conspiración criminal y abuso de poder". Cedeño es acusado posteriormente de haber pagado un soborno a Afiuni, ambos niegan la acusación. El 10 de marzo del 2012 Cedeño propone a Chávez desde el exterior canjearse por la jueza Afiuni a cambio de que sea liberada.
El 18 de mayo de 2011, la jueza Lourdes Martínez-Esquivel aprobó el asilo en los Estados Unidos para Eligio Cedeño en un tribunal de inmigración de Miami. Víctor Cerda, su abogado de inmigración, dijo que "la decisión es una prueba objetiva de que Eligio Cedeño era un preso político. Contrario a lo que afirma el presidente Chávez, no es un criminal".
En 2014 Eligio Cedeño ganó el premio ‘Empresario del Año’, que otorga la Cámara de Comercio Hispana de los Estados Unidos (USHCC, por sus siglas en inglés) en Salt Lake City, Utah. Actualmente vive en Miami y es propietario de un canal de televisión asociado a una cadena nacional en español perteneciente a las estaciones públicas de Estados Unidos.